# Каменица Скрадничка
Каменица Скрадничка је насељено место у општини Тоуњ, Карловачка жупанија, Република Хрватска.

## Историја
До територијалне реорганизације у Хрватској налазила се у саставу бивше велике општине Огулин. Каменица Скрадничка се током рата у Хрватској (1991—1995) налазила у близини линије разграничења.

## Становништво
На попису становништва 2011. године, Каменица Скрадничка је имала 266 становника.

### Број становника по пописима
| Националност   | 2001. | 1991. | 1981. | 1971. | 1961. | 1953. | 1948. | 1931. | 1921. | 1910. | 1900. | 1890. | 1880. | 1869. | 1857. |
| бр. становника | 287   | 352   | 511   | 643   | 680   | 738   | 733   | 814   | 642   | 720   | 711   | 640   | 617   | 424   | 512   |

- напомене:

До 1900. исказивано под именом Каменица.

## Попис 1991.
На попису становништва 1991. године, насељено место Каменица Скрадничка је имало 352 становника, следећег националног састава:
| Попис 1991.‍ | Попис 1991.‍ | Попис 1991.‍ | Попис 1991.‍ | Попис 1991.‍ |
| ----------- | ----------- | ----------- | ----------- | ----------- |
|             |             |             |             |             |
| Хрвати      | Хрвати      |             | 350         | 99,43%      |
| непознато   | непознато   |             | 2           | 0,56%       |
| укупно: 352 |             |             |             |             |